# Shiv Sena
Shiv Sena (Hindi:शिव सेना, Leger van Shivaji) is een politieke partij in India. Shiv Sena is voornamelijk actief in Goa en Maharashtra. De partij maakt deel uit van de Nationale Democratische Alliantie. Partijleider is Uddhav Thackeray.
De partij werd in 1966 opgericht door Bal Thackeray, en is een partij die het hindoetva aanhangt. Tussen 1999 en 2004 nam de partij als coalitiepartner deel aan de nationale regering van India.
Bij de algemene verkiezingen voor de Lok Sabha van 2009 kreeg de partij 11 zetels, een verlies van 1 zetel vergeleken met 2004.